# Joey Bragg
Joey Bragg (ur. 20 lipca 1996 w Union City w Kalifornii) – amerykański aktor i komik, występował w roli Joeya Rooneya w serialu Disney Channel, Liv i Maddie.

## Filmografia
Filmy:
- 2012: Gulliver Quinn jako Karl
- 2012: The OD jako Peculiar Boy
- 2012: Fred: Obóz obciachu jako Magoo
- 2015: The Outfield jako Austin York
- 2015: Mark & Russell's Wild Ride jako Mark Wellner

Serial:
- 2013: Liv i Maddie jako Joey Rooney
- 2014: Jessie jako Joey Rooney